# ビサルテース
ビサルテース（古希: Βισάλτης, Bisaltēs）は、ギリシア神話の人物で、トラーキア地方におけるマケドニア領ビサルタイとビサルティアの名祖となった英雄である。海神ポセイドーンとの間に金毛羊を生んだテオパネーはビサルテースの娘である。